# Вальер, Бертуччо
Бертуччо Вальер (или Бертуччи Валерио, итал. Bertuccio Valier; 1596 — 1658) — 102-й венецианский дож. 

## Биография
Бертуччо был сыном Сильвестро Вальера и Бьянки Приули, о наличии у него братьев или сестер сведений не сохранилось. Он женился на Бенедетте Пизани, которая родила ему 11 детей, в том числе Сильвестро, будущего дожа Венеции. Род Вальер был очень богат, что позволило его представителям занимать престижные дипломатические посты. Считается, что Бертуччо был хорошо образован, элегантен и вызывал восхищение окружающих своими манерами. Однако при этом Бертуччо страдал рядом хронических заболеваний.

### Дож
В 1644 году началась двадцатилетняя Кандийская война против турок, и геополитическая ситуация для Республики только осложнялась. Вальер выдвинул свою кандидатуру на выборах дожа в мае 1656 года, после смерти дожа Карло Контарини, но потерпел поражение от Франческо Корнера, который, однако, умер через 19 дней после вступления в должность, чем открыл дорогу своему оппоненту. 15 июня Бертуччо Вальер был избран дожем в первом туре голосования и единогласно. Уже в это время 60-летний Вальер жаловался на плохое здоровье, что стало причиной того, что его правление продлилось всего 2 года.
Во время его правления турки прислали мирные предложения, но они были отвергнуты, и война продолжилась. В этот период была принята очередная попытка венецианского флота проникнуть через Дарданеллы и сжечь Константинополь (или, по крайней мере, уменьшить давление на Крит, находившийся в блокаде), но, несмотря на некоторые успехи, желаемого эффекта достичь не удалось.
В обмен на деньги, жизненно важные для продолжения войны, дож зашел так далеко, что даже конфисковал часть ценностей иезуитов, подаренных им предыдущими дожами. Несмотря на огромные жертвы (сам дож пожертвовал в бюджет Республики 10.000 дукатов из собственного кармана), казна государства едва достигла безубыточности. 
Бертуччо был очень привязан к своему сыну Сильвестро и назначил его своим единственным наследником. 29 марта 1658 года дож скончался. Сначала он был похоронен в церкви Сан-Джоббе, а через несколько лет его родственница герцогиня Элизабетт Кверини перенесла его прах в построенный для дожей из семьи Вальер мавзолей в базилике святых Иоанна и Павла.